# Ahmed Malek (Schauspieler)

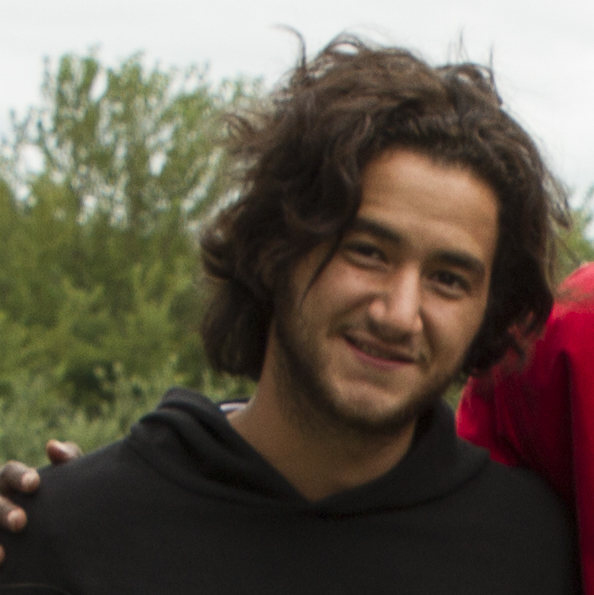
Ahmed Malek (2018)

Ahmed Malek Mostafa (arabisch أحمد مالك, DMG Aḥmad Mālik; * 29. September 1995 in Kairo) ist ein ägyptischer Schauspieler.

## Leben
Malek wurde im Alter von acht Jahren von seinem Onkel zu einem öffentlichen Vorsprechen gebracht. 2005 debütierte er als Fernsehschauspieler in der Fernsehserie Ayamna el helwa. Er erlangte erste nationale Bekanntheit durch sein Mitwirken in dem Film Clash. Er war auch in internationalen Filmproduktionen als Schauspieler zu sehen, beispielsweise 2018 in Exterior/Night für die Vereinigten Arabischen Emirate oder 2020 in The Furnace für Australien.

## Filmografie
- 2005: Our Good Days (Ayamna el helwa)
- 2010: El-Gamaah (Fernsehserie, Episode 1x04)
- 2012: Geddo Habibi
- 2012: Ma'a Sabq Alesrar (Fernsehserie, Episode 1x30)
- 2013: Hekayet Hayah (Fernsehserie)
- 2014: El Gezira 2
- 2015: Regatta
- 2015: The Fourth Generation
- 2015: Ahwak
- 2016: Hepta: The Last Lecture
- 2016: Clash
- 2016: Afrah AlQoba (Fernsehserie)
- 2017: La Totfe' Al Shams (Fernsehserie)
- 2017: Scheich Jackson (Sheikh Jackson)
- 2018: El Kwaissen
- 2018: Exterior/Night
- 2018: Gunshot
- 2018: The Guest
- 2019: Zay El Shams (Fernsehserie)
- 2019: The Treasure 2
- 2020: About Her
- 2020: Ras El Sana
- 2020: The Furnace
- 2022: Die Schwimmerinnen (The Swimmers)